# Pinillos (La Rioja)
Pinillos település Spanyolországban, La Rioja autonóm közösségben. Pinillos Almarza de Cameros, Laguna de Cameros, Gallinero de Cameros, Pradillo és Nieva de Cameros községekkel határos. Lakosainak száma 19 fő (2024).

## Népesség
A település népessége az elmúlt években az alábbi módon változott:
| Lakosok száma | 30   | 22   | 18   | 16   | 16   | 16   | 18   | 23   | 21   | 19   |
|               | 2001 | 2004 | 2007 | 2009 | 2012 | 2014 | 2017 | 2019 | 2022 | 2024 |